# Jan Mukařovský

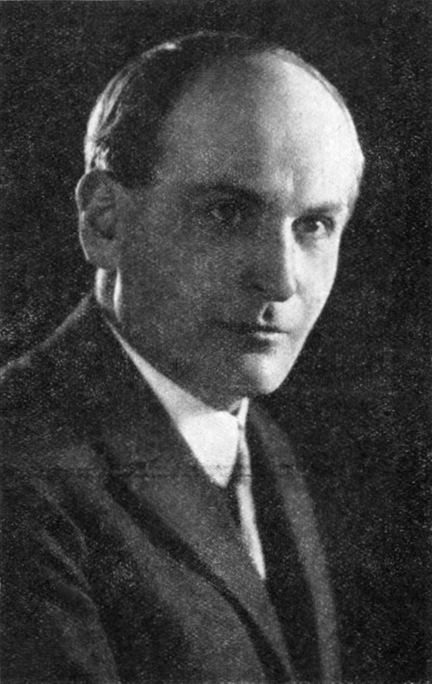
Jan Mukařovský, ca. 1932

Jan Mukařovský (* 11. November 1891 in Písek; † 8. Februar 1975 in Prag) war ein tschechischer Literaturwissenschaftler, Slawist und Literaturtheoretiker, der seit dem Ende der 1920er Jahre bis zu seinem Tode entscheidend zur Etablierung des Prager literaturwissenschaftlichen Strukturalismus als neuartigem literaturtheoretischem Paradigma mit großem Einfluss auch außerhalb der engen Fachgrenzen der Slawistik beigetragen hat.
Zu seinen literaturwissenschaftlichen Leistungen gehört u. a. die konsequente Anwendung des linguistischen Strukturalismus und seiner vom Genfer Sprachwissenschaftler Ferdinand de Saussure entwickelten Grundlagen auf literarische und literaturgeschichtliche Phänomene sowie die systematische Applikation und Erweiterung des sprachwissenschaftlichen Funktionsbegriffs auf literarische Werke und ihre Rezeption in unterschiedlichen Epochen.
Darüber hinaus hat Mukařovský in Anlehnung an den Russischen Formalismus entscheidende Beiträge zu einer literaturwissenschaftlichen Theorie der Evolution der literarischen Reihe geliefert, die bis heute in Fachkreisen diskutiert wird.

## Leben
Nach dem Abitur studierte Mukařovský Linguistik und Ästhetik an der Karls-Universität Prag und schloss sein Studium 1915 mit Erfolg ab. 1922 erlangte er den Doktorgrad. Bis 1925 war er als Gymnasiallehrer in Pilsen tätig, danach an einem Prager Gymnasium. 1926 gehörte er zu den Mitbegründern des Prager Linguistenkreises um den einflussreichen russischen Slawisten Roman Jakobson, mit dem Mukařovský eng befreundet war. 1929 habilitierte sich Mukařovský mit der verstheoretischen Arbeit Máchův Máj. Estetická studie über den romantischen tschechischen Dichter Karel Hynek Mácha auf dem Gebiet der literarischen Ästhetik.
1934 wurde Mukařovský zum Professor an die Universität Bratislava in der Slowakei berufen, 1938 folgte die Ernennung zum außerordentlichen Professor für Ästhetik an der Karls-Universität Prag, die allerdings – wie alle weiteren tschechischen Hochschulen – im November 1939 nach Studentenunruhen von den neuen nationalsozialistischen Machthabern im Zuge der Sonderaktion Prag geschlossen wurde. Von 1941 bis 1947 arbeitete Mukařovský als Redakteur. 1948, d. h. im Jahr des kommunistischen Staatsstreiches, wurde Mukařovský ordentlicher Professor an der wiedereröffneten Prager Universität. Im gleichen Jahr wurde er auch zu deren Rektor gewählt und bekleidete dieses Amt bis 1953. Aufgrund des zunehmenden stalinistischen Drucks widerrief Mukařovský seinen zeichentheoretischen Strukturalismus der Vorkriegszeit. Im Jahr 1951 wurde Mukařovský außerdem zum Direktor des Instituts für tschechische Literatur der Tschechoslowakischen Akademie der Wissenschaften ernannt, das er bis 1962 leitete.
Im Jahre 1960 nahm er als Gast an der 3. Christlichen Friedenskonferenz (CFK) in Prag teil, die er im Namen des tschechoslowakischen Friedensausschusses begrüßte.

## Wissenschaftliche Bedeutung
Die Bedeutung Jan Mukařovskýs lässt sich nicht lösen von seiner Mitarbeit am Prager linguistischen Kreis (zu dem auch Roman Jakobson gehörte, mit dem er eng befreundet war). Vielmehr sollte er darin die „Rolle des Inspirators“ spielen und entscheidende literaturtheoretische wie wissenschaftspraktische Impulse in Richtung einer „funktional-strukturalen Sprachkonzeption“ geben, die über die Grenzen der Linguistik hinaus in die Poetik und Ästhetik – nicht nur der tschechoslowakischen – hinein vorstoßen sollte. Allerdings ist die Rezeption seiner literaturtheoretischen Konzeption aufgrund sprachlicher wie ideologischer Barrieren bis heute im Westen unvollständig geblieben.
Jan Mukařovský schlägt vor, das literarische Werk als komplexes Werk-Zeichen zu verstehen und unterscheidet vier Grundfunktionen der Sprache: die darstellende, expressive, appellative und die „ästhetische“ Funktion. Er schließt sich damit den Grundgedanken von Karl Bühler an, der die ersten drei Funktionen in der „Sprachtheorie“ einführte, sieht allerdings diese Konzeption nur für eine „rein mitteilende Äußerung“ brauchbar. Bei der „Analyse der dichterischen Äußerung“  jedoch, kommt es nach Jan Mukařovský auf die vierte an: „[S]ie stellt nämlich in den Mittelpunkt des Interesses die Komposition des Sprachzeichens, während die erstgenannten drei zu außersprachlichen Instanzen und zu Zielen tendieren, die das Sprachzeichen überschreiten“. Die ästhetische Funktion der Sprache ist für Jan Mukařovský „allgegenwärtig“, verantwortlich für „lexikalische Neuerungen“ des Sprachgebrauchs und erscheint „stets als autonomes Zeichen“.
Die Betonung des Ästhetischen spiegelt sich ebenso in Grundlagenaufsätzen zur Frage: Was ist ein Kunstwerk? In „Die Kunst als semiologisches Faktum“ betont Jan Mukařovský zwei Eigenschaften des Kunstwerks: Die autonome Funktion und die kommunikative Funktion. Ersteres bezieht sich auf die Eigenschaft, dass das Kunstwerk „als Mittler zwischen den Mitgliedern des gleichen Kollektivs dient“. Zweiteres zielt auf die „unbestimmte Realität, auf die das Kunstwerk hinweist“, nämlich den „Gesamtkontext der sogenannten sozialen Erscheinungen: z. B. Philosophie, Politik, Religion, Wirtschaft usw.“
Mukařovskýs in mehreren Studien von 1923 bis 1943 entworfenes und analytisch erprobtes Konzept einer Semantischen Geste (tsch.: sémantické gesto), die die literarische Textsemantik zwischen Autor und Rezipient steuert, kommt im Kern einerseits dem nahe, was Umberto Eco später als intentio operis bezeichnet hat. Andererseits reicht Mukařovskýs Ansatz nach Auffassung von Milan Jankovič auch darüber hinaus, denn „vom Standpunkt des Rezipienten aus hat der Weg zum Sinn ein 'offenes Ende.'“ So besehen berühren sich Mukařovskýs Konzept und Ecos „Poetik des offenen Kunstwerks“ (ital.: „Opera aperta“, 1972; dt.: „Das offene Kunstwerk“, 1977).
Darüber hinaus gehört Mukařovský zu den wenigen Literaturtheoretikern, die sich konsequent darum bemüht haben, das Problem literarischer Wertung mit der Theorie literarischer Evolution zu verbinden.

### Primär
- Jan Mukařovský. Kapitel aus der Poetik. Frankfurt/M. (Suhrkamp), 1967 [Orig. 1948].

darin: Die poetische Benennung und die ästhetische Funktion der Sprache [Orig. 1936], S. 44–54
- Jan Mukařovský. Kapitel aus der Ästhetik. Frankfurt/M. (Suhrkamp), 1970. ISBN 3-518-00428-X

darin: Die Kunst als semiologisches Faktum [Orig. 1936], S. 138–147
- Jan Mukařovský. Studien zur strukturalistischen Ästhetik und Poetik. München (Ullstein), 1977. ISBN 3-548-03311-3
- Jan Mukařovský. Schriften zur Ästhetik, Kunsttheorie und Poetik. Tübingen (Narr), 1986. ISBN 3-87808-316-5
- Jan Mukařovský. Kunst, Poetik, Semiotik. Frankfurt/M. (Suhrkamp), 1989. ISBN 3-518-57840-5

### Sekundär
- Peter Burg: Jan Mukařovský. Genese und System der tschechischen strukturalen Ästhetik. Hieronymus, Neuried 1985, ISBN 3-88893-038-3, (Typoskript-Edition Hieronymus. Slavische Sprachen und Literaturen 4)  [Diss. Univ. des Saarlandes]
- Peter Burg: Tradition und Entwicklungsgeschichte des ästhetischen und poetologischen Denkens Jan Mukařovskýs. In: Wolfgang F. Schwarz (Hrsg.) in Zusammenarbeit mit Jiří Holý und Milan Jankovič: Prager Schule – Kontinuität und Wandel. Arbeiten zur Literaturästhetik und Poetik der Narration. Vervuert, Frankfurt/M. 1997, ISBN 3-89354-261-2, (Leipziger Schriften […] 1) S. 89–99
- Květoslav Chvatík: Jan Mukařovský, Roman Jakobson und der Prager linguistische Kreis. In: Květoslav Chvatík: Mensch und Struktur. Kapitel aus der neostrukturalen Ästhetik und Poetik. Suhrkamp, Frankfurt am Main 1987, ISBN 3-518-28281-6, (Suhrkamp-Taschenbuch Wissenschaft 681)
- Milan Jankovič: Wege zum offenen Sinn. In:  Wolfgang F. Schwarz (Hrsg.) in Zusammenarbeit mit Jiří Holý und Milan Jankovič: Prager Schule – Kontinuität und Wandel. Arbeiten zur Literaturästhetik und Poetik der Narration. Vervuert, Frankfurt/M. 1997, ISBN 3-89354-261-2, (Leipziger Schriften […] 1), 183–195
- Walter Schamschula: Mukařovský (1891–1975). In: Horst Turk (Hrsg.): Klassiker der Literaturtheorie. C.H. Beck, München 1979, ISBN 3-406-06792-1, (Beck'sche schwarze Reihe 192), S. 238–250
- Herta Schmid: Das 'Drei-Phasen-Modell' des tschechischen literaturwissenschaftlichen Strukturalismus. In: Karl Eimermacher [et al.] (Hrsg.): Issues in Slavic Literary and Cultural Theory.  Brockmeyer, Bochum 1989, ISBN 3-88339-750-4 (Bochum Publications in Evolutionary Cultural Semiotics 21), S. 107–152
- Herta Schmid: Literatur als Kunst. Studien zum tschechischen Strukturalismus. Hrsg. von Birgit Krehl. Berlin, Bern, Bruxelles 2019, ISBN 978-3-631-77876-0, (SLOVO, 3),
- Wolfgang F. Schwarz: Some Remarks on the Development, Noetic Range and Operational Disposition of Mukařovský's Term ‘Semantic Gesture‘. In: Karl Eimermacher [et al.] (Hrsg.): Issues in Slavic Literary and Cultural Theory. Brockmeyer, Bochum 1989, ISBN 3-88339-750-4 (Bochum Publications in Evolutionary Cultural Semiotics 21), S. 153–178
- Wolfgang F. Schwarz: Die 'semantische Geste' – ein brauchbares analytisches Instrument? Zur Entwicklung und Kritik eines Kernbegriffs in Mukařovskýs Literaturästhetik. In: Wolfgang F. Schwarz (Hrsg.) in Zusammenarbeit mit Jiří Holý und Milan Jankovič: Prager Schule – Kontinuität und Wandel. Arbeiten zur Literaturästhetik und Poetik der Narration. Vervuert, Frankfurt/M. 1997, ISBN 3-89354-261-2, (Leipziger Schriften […] 1), S. 197–222
- Ondřej Sládek: Jan Mukařovský. Život a dílo [Jan Mukařovský. Leben und Werk]. Host, Brno 2015, ISBN 978-80-7491-531-4.
- Irina Wutsdorff: Die Geste als Denkfigur. Dynamische Konzepte vom Werk im Prager Strukturalismus (Jan Mukařovský und Milan Jankovič) und in der Posthermeneutik (Dieter Mersch). In: Svetlana Efimova (Hrsg.): Autor und Werk. Wechselwirkungen und Perspektiven. Sonderausgabe # 3 von Textpraxis. Digitales Journal für Philologie. Sonderausgabe # 3. Münster Februar 2018, doi:10.17879/77159517742 (textpraxis.net).